# Elmer Sperry

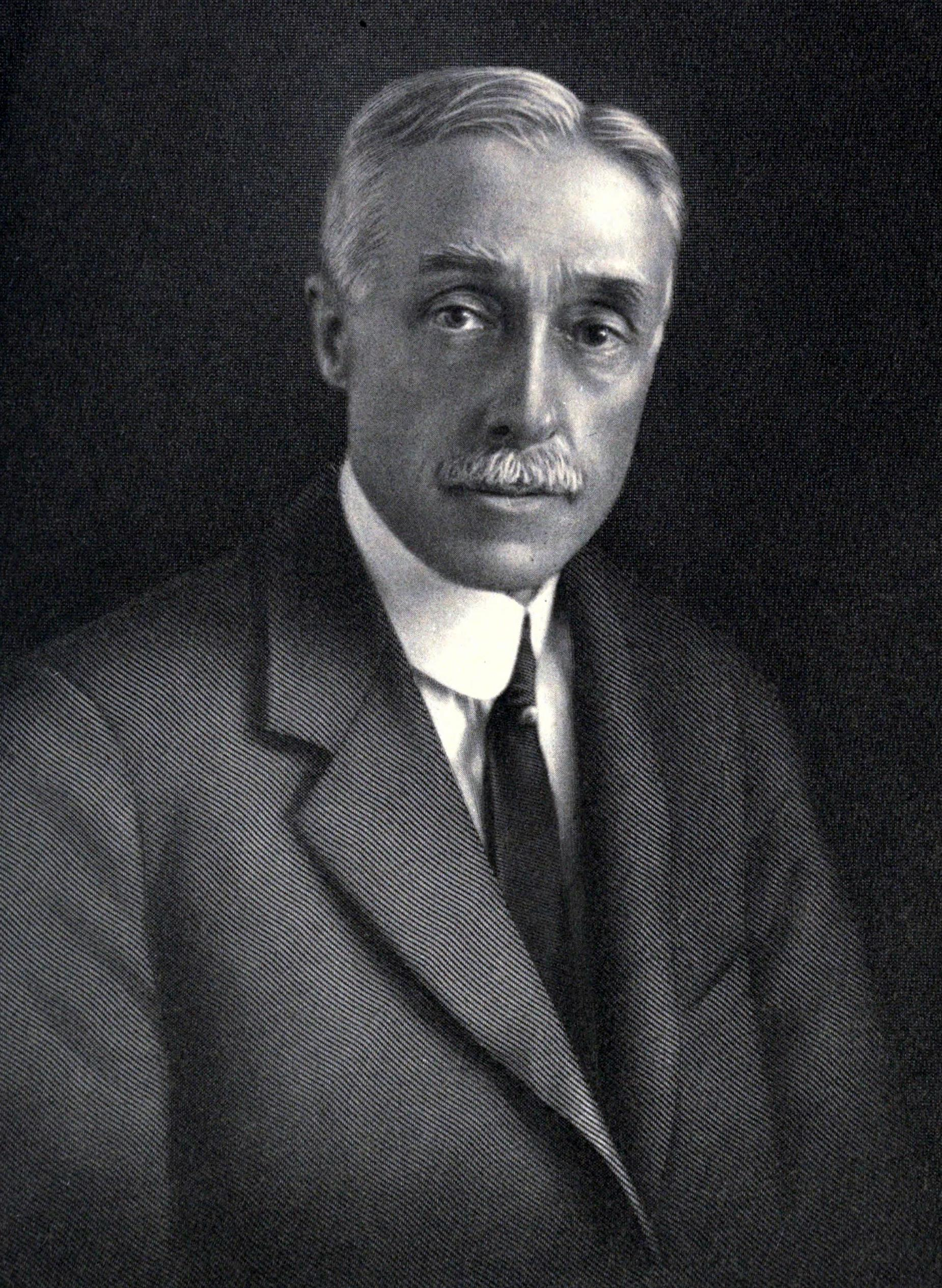
Elmer Ambrose Sperry

Elmer Ambrose Sperry (Cortland (New York), 12 oktober 1860 – Brooklyn, 16 juni 1930) was een Amerikaans elektrotechnicus, uitvinder en ondernemer. Samen met, maar onafhankelijk van Hermann Anschütz-Kaempfe staat hij bekend als de uitvinder van het gyrokompas.

## Biografie
Sperry werd geboren als zoon van Stephen Decatur, landbouwer en timmerman, en Mary (Burst) Sperry. Zijn moeder overleed in het kraambed bij de geboorte van haar enige zoon, waarna hij groot werd gebracht door zijn weduwe tante, Helen Sperry Willet.
Na zijn middelbare opleiding studeerde hij drie jaar lang op een staats kweekschool in Cortland. Na zijn afstudering ging hij naar de Cornell-universiteit waar hij slechts één termijn (van 1879 tot 1880) verbleef. Op de universiteit en na een bezoek aan de Philadelphia Centennial Exhibition van 1876 raakte hij geïnteresseerd in de elektrotechniek. Met advies van William A. Anthony, wiens natuurkundige lezingen hij bijwoonde, vond hij een stroomregelaar voor booglampen uit. Met financiële en technische ondersteuning van de Cortland Wagon Company ontwikkelde Sperry een compleet booglampsysteem, inclusief een nieuw type booglamp en dynamo.
Begin 1880 verhuisde hij naar Chicago waar hij de Sperry Electric Company oprichtte voor de fabricage van booglampen, dynamo's, elektromotoren en andere elektrotechnische apparatuur. In 1900 begon Sperry in Washington D.C. een elektrochemisch laboratorium waar hij samen met zijn partner Clinton P. Townsend een procedé ontwikkelde om zuiver caustische soda te maken uit een zoutoplossing en ontdekte tevens een proces om tin te recycleren uit metaalschroot.

### Gyrokompas
Begin twintigste eeuw begon Sperry te experimenteren met gyroscopen, hierbij voortbouwend op het werk van de Amerikaan G.M. Hopkins – uitvinder van de elektrisch aangedreven gyroscoop. In 1910 begon hij het bedrijf Sperry Gyroscope Company. Datzelfde jaar werd zijn eerste gyrokompas met succes getest op de USS Delaware. Zijn kompassen en stabilisatoren werden aangewend door de Amerikaanse Marine en in beide wereldoorlogen toegepast. In 1929 verkocht hij de Sperry Gyroscope Company aan North American Aviation.
Sperry was niet de enige die met de uitvinding van het gyroscopische kompas bezig was. Toen hij in 1914 zijn uitvinding in Europa probeerde te verkopen werd hij door de Duitser Anschütz-Kaempfe aangeklaagd voor schending van diens patent. Sperry stelde dat Anschütz' patent ongeldig was omdat het geen belangrijke verbeteringen had ten opzichte van eerdere patenten.
Als expert werd Albert Einstein aangesteld om te getuigen in de door Anschütz aangespannen rechtszaak. Hoewel hij in eerste instantie Sperry gelijk gaf kwam Einstein later terug op deze uitspraak en verklaarde dat Sperry's uitvinding wel degelijk inbreuk maakte op het patent van Anschütz. Het gerechtshof besloot daarop dat Sperry in Duitsland geen gyrokompassen meer mocht fabriceren en verkopen.

### Ondernemer
Naast de reeds eerder genoemde bedrijven heeft Sperry ook de volgende bedrijven opgericht:
- Sperry Electric Mining Machine Company (1888)
- Sperry Electric Railway Company (1894)
- Chicago Fuse Wire Company (1900)
- Sperry Rail Service (1911)

Uiteindelijk zouden uit deze bedrijven de Sperry Corporation ontstaan.
Sperry was een veelzijdige uitvinder, met bijna 400 octrooien. Naast de elektrotechniek bouwde hij ook machines voor de mijnindustrie, de spoorwegen en de luchtvaart. In 1896 reed hij de eerste in Amerika gebouwde auto door de straten van Parijs. Zo ontwikkelde hij samen met Peter Cooper Hewitt in 1916 de Hewitt-Sperry Automatic Airplane, de eerste succesvolle voorloper van een onbemand luchtvaartuig (UAV). In 1918 produceerde hij een hoog-intensiteit booglamp die als zoeklicht door zowel het Amerikaanse leger als de marine werd gebruikt.

### Gezinsleven
Sperry was in 1887 gehuwd met Zula Augusta Goodman; samen kregen ze drie zonen (Lawrence, Elmer Jr. en Edward) en één dochter (Helen Marguerite). Hun oudste zoon Lawrence werd net als zijn vader uitvinder op het gebied van de luchtvaart. Echter, Lawrence verongelukte in 1923 toen hij boven de Noordzee neerstortte in zijn eigen ontworpen vliegtuig. Elmer Sperry zelf overleed op 69-jarige leeftijd in het St. John's Hospital in Brooklyn aan de gevolgen van complicaties van een eerdere operatie.

## Erkenning
Naast lid van vele wetenschappelijke wetenschapssociëteiten was Sperry medeoprichter van de American Institute of Electrical Engineers (AIEE, later IEEE) en van de American Electrochemical Society. Gedurende zijn leven mocht hij diverse belangrijke onderscheidingen in ontvangst nemen. In 1914 kreeg hij de eerste prijs, een geldbedrag van 50.000 frank, van de Aero Club of France voor zijn vliegtuigstabilisator. Ook werd hij onderscheiden met twee Franklin Institute Medals (1914 en 1929), twee Collier Trophies (1915, 1916), de Holley Medal (1927), de John Fritz Medal (1927), de Albert Cary Medal (1929), twee hoge decoraties van de laatste tsaar van Rusland en twee van de keizer van Japan, namelijk de Order of the Rising Sun en de Order of the Sacred Treasure.